# Jap
|  | No s'ha de confondre amb JAP. |

Jap, en anglès, és una abreviació de la paraula "japonès". Avui dia és considerat com un comentari racista, encara que en països de parla anglesa difereixen en el grau que ells consideren l'expressió ofensiva. Als Estats Units, els japonesos americans consideren el terme ofensiu o polèmic, fins i tot quan es fa servir com una abreviatura. Anteriorment, jap no es considerava ofensiu, però, després dels esdeveniments de la Segona Guerra Mundial, va esdevenir un terme despectiu.
Les tres lletres oficials i les lletres dels codis internacionals de país (ISO 3166) pel Japó són JPN i JP, mentre que els codis de llengua internacional (ISO 639) per a l'idioma japonès és JPN i ja i no jp).

## Història i etimologia

Titulars dels diaris anunciant la rendició japonesa a la Segona Guerra Mundial.

Segons el Diccionari Anglès d'Oxford, "japonès" com a abreviatura de "Japonès" era d'ús col·loquial a Londres al voltant de 1880. Un exemple de l'ús benigne va ser el nomenament anterior de la Boondocks Road al Comtat de Jefferson, Texas, anomenada originalment "Jap Road", quan va ser construïda el 1905 per honorar un popular conreador d'arròs procedent del Japó.
Més tard, popularitzat durant la Segona Guerra Mundial per descriure aquells d'ascendència japonesa, "Jap" va ser utilitzat en titulars dels diaris per referir-se als japonesos i el Japó Imperial. "Japonès" va esdevenir un terme despectiu durant la guerra, més que "NIP". Alguns en el Cos de Marines dels Estats Units també va tractar de combinar la paraula "japonesos" per "micos" per crear una nova descripció, "Japes", per als japonesos. No obstant això, mai aquest neologisme es va fer popular. Als Estats Units i el Canadà, el terme és considerat despectiu; Webster's Dictionary assenyala que és "generalment despectiu". Al Regne Unit es considera despectiu, i el diccionari Oxford el defineix com a ofensiu.

## Arreu del món
A Singapur i a Hong Kong, el terme és usat lliurement com una contracció de l'adjectiu "japonès". L'australià servei de notícies d'Àsia Premeu també utilitza el terme. El 1970, el dissenyador de moda japonès Kenzo Takada va obrir la "Jungle Jap" boutique a París. En el mateix Japó, els japonesos són apàtics sobre el terme, d'acord amb un estudi de 2004.